# ماریان کوپه
ماریان کوپه (انگلیسی: Marianne Cope؛ ۲۳ ژانویهٔ ۱۸۳۸ – ۹ اوت ۱۹۱۸) یک قدیس مسیحی اهل آلمان بود.